# سرغيز
سرغيز هي قرية في مقاطعة أشنوية، إيران. يقدر عدد سكانها بـ 421 نسمة بحسب إحصاء 2016.